# Richard Rossmann
Richard Rossmann (geboren 1971 in Saalfelden) ist ein österreichischer Dokumentarfilmer.

## Leben und Werk
Rossmann absolvierte ein Studium der Wirtschaftswissenschaften in Wien. Während seines Studiums arbeitete er als Botenfahrer und als Chauffeur einer Filmproduktion, was sein Interesse an der Filmbranche weckte. Er ging als Volontär zu einer Hamburger Produktionsfirma und lernte dort das Fernsehmachen. Danach arbeitete er als freiberuflicher Produktionsleiter für internationale Fernseh- und Werbefilmproduktionen.
2009 debütierte Rossmann als Regisseur und Produzent mit dem unabhängigen Dokumentarfilm Ski Heil – Die zwei Bretter, die die Welt bedeuten. „Nach 15 Jahren in der Produktion wollte ich schließlich auch meine eigenen Geschichten erzählen“. Sein Debütfilm bezog sich auf den Volkssport, die Wettkampfdisziplin und die Tourismus-Attraktion Skifahren, deren Geschichte und deren Schattenseiten während der Zeit des Nationalsozialismus. Rossmanns Vater, Richard Rossmann, und dessen Kollege „Eberhard Kneisl waren zwar als Mitglieder der österreichischen Olympiamannschaft nach Garmisch-Partenkirchen gereist, durften aber nach mehreren Trainingsläufen völlig überraschend nicht an den Start. Die offizielle Begründung: Die Österreicher wären keine Amateure im olympischen Sinn, weil sie sich ihren Lebensunterhalt als Skilehrer verdienten. „Der wahre Grund war“, so Rossmann sen., „dass die Deutschen gesehen haben, dass sie gegen uns nicht den Funken einer Chance gehabt hätten. Wir hätten alles gewonnen.““  Der Film erzählt die Geschichte von vier österreichische Buben – Rossmann sen., Kneisl, Karl Koller und Guzzi Lantschner – die vor 80 Jahren „auf selbstgezimmerten Eschenbrettern die verschneiten Berge hinunter[donnerten]“, es zu ersten sportlichen Erfolgen brachten und damit zu Mitbegründern einer Massenbewegung wurden. Der Film wurde in Paris und den USA ausgezeichnet.
2011 folgte eine Dokumentation des Filmemachers über seine Großmutter Thresl Handl – Tagaus, tagein – die seit dem Tod ihres Mannes im Jahr 1958 den Harhamhof bei Saalfelden führte, obwohl ihr Sohn Hans seit Jahrzehnten auf die Übergabe drängte. Während der Dreharbeiten näherte sich die Filmheldin ihrem 100. Geburtstag. „In Rossmanns Film scheint die Zeit still zu stehen. Thresl Handl ist gewissermaßen Herrin einer zeitlosen Welt.“ Der Film ist charakterisiert durch lange Kamerafahrten und langsame Schwenks, er erzählt von Willenskraft und der Würde des hohen Alters. „Der Tag, an dem ich aufhöre, bin ich tot.“ Das ist das Lebensmotto der Großmutter. Das „Premierenpublikum in Salzburg war von diesem Film der leisen Töne begeistert und gerührt“.
2013 präsentierte Rossmann sein drittes großes Œuvre, Max und die Anderen, einen Film über Freiheit, Hoffnung, Liebe und Unglück. Protagonisten des Films sind Max, Oberleutnant (* 1952), Jan, Arzt (* 1963) und Dima, Philologe (* 1976). Letzterer stammt aus der Ukraine, Max und Jan sind in Frührente – aufgrund ihrer HIV-Infektion. Rossmann erzählt „die wahre Geschichte intimer Beziehungen in einer Subkultur, in der Identität und Sexualität immer stärker ineinander zu verschmelzen scheinen.“ Der Film wurde auf einer Reihe von Independent Festivals gezeigt, in Rom, Nyon, Buenos Aires, Mexico Ciudad, Sheffield, San Luis Potosí, La Paz, Leeds, Thessaloniki, Caracas, Chicago, Berlin, Oldenburg, in Ecuador, Madrid und schließlich in Kiew. Dort kam es beim renommierten Molodist-Festival – aufgrund der Darstellungen eines schwulen Mannes aus der Ukraine – zu Tumulten, die Vorführung musste abgebrochen werden, der Filmemacher durch einen Hinterausgang in Sicherheit gebracht werden.
Richard Rossmann lebt im Pinzgau und in Berlin. Er engagiert sich auch in zivilgesellschaftlichen Angelegenheiten, beispielsweise im Personenkomitee gegen Ungerechtigkeit, welches „das Verhalten des offiziellen Österreich gegenüber Flüchtlingen nicht länger schweigend hinnehmen“ will.

## Credo
„Ich versuche in meinen Filmen Alltag zu erzählen, und dabei über die langfristig angelegte Beobachtung meiner Protagonisten, ihre Geschichten in einen gesellschaftspolitischen Kontext zu stellen. Dabei spielt die entschleunigende Darstellung eine wesentliche Rolle für mich. Sie ist ein spannendes Stilmittel, Realismus zu zeigen. Eine Art De-Manipulation. Ich möchte es dem Zuschauern überlassen, sich sein eigenes Bild zu machen, und im Idealfall, entsteht durch die Zwischentöne ein konstruktiver Dialog.“

## Filmografie
- 2009 Ski Heil – Die zwei Bretter, die die Welt bedeuten
- 2011 Tagaus, tagein
- 2013 Max und die Anderen

## Auszeichnungen
- 2009 Best European Documentary – European Independent Film Festival, Paris
- 2012 Film Award der International Skiing History Association (USA)